# 이용직 (1894년)
이용직(李容稷, 1894년 ~ ?)은 일제강점기의 기독교 목회자이자 독립운동가이다. 1925년 뉴욕한인교회 전도사, 1929년 호놀룰루 한인기독교회 목사 등을 역임하였고, 1934년 귀국 후 일제에 의해 4차례 투옥되었으며, 1945년 6.25 전쟁 당시 납북되었다.

## 생애

### 유년기~뉴욕한인교회 전도사 이전 (1894~1927)
1894년 평양에서 출생했다.
1911년 숭실중학을 졸업한 후 1914년까지 평남 순천에서 교사로 재직한 후 숭실전문학교에 입학하였다.
1915년 숭실전문학교 교장인 조지 섀넌 매큔(George Shannon McCune, 한국명 윤산온) 선교사로부터 그의 모교인 미주리주 팍빌의 팍대학을 추천받아 도미했다.
1916년 4월 팍빌에 있는 팍빌중학교 2학년에 재학하더니 1919년에 이곳의 팍대학에서 공부했다.
1919년 3·1 운동 6개월 후인 9월 미주리주 장로교총회에 참석하여 한국의 참상을 연설하였고, 이후 본 총회는 일치 가결하여 대한독립을 적극적으로 찬조하기로 했다.
1920년 5월에 신형호에 이어 워싱턴 D.C.의 구미위원부 통신원이 되어 워싱턴으로 이동하였다.
팍대학 3년 과정을 인정받아 워싱턴 D.C.에 있는 조지 워싱턴 대학교로 전학하여 1921년 10월에 정치학을 공부하고 졸업했고, 1922년 조지 워싱턴 대학교 영문학 석사학위를 받았다. 이때 그의 영어 이름은 William Y. Lee로 표기했다.
그 후 이용직은 뉴욕에 있는 유니언 신학교에 입학했다.

### 뉴욕한인교회 전도사 시절 (1925~1928)
1925년 11월 김영섭 목사가 뉴욕한인교회를 떠나 귀국하게 되자 뉴욕한인교회는 전 담임목사 임종순을 백방으로 찾았으나 찾기가 여의치 않자 이용직을 뉴욕한인교회 전도사로 청빙했다.
1926년 1월에 가옥기본금 모집위원회가 조직되고, 2월에는 11인 위원회를 선정하였는데 모집 위원장에 안정수, 서기에 윤홍섭, 회계에 이진일, 위원에 이용설, 이원준, 이두형, 김도연, 장덕수였다. 이들은 세 가지를 결정하였다. 자체교회 마련을 위한 4천 달러 모금, 창립기념일인 이듬해 1927년 4월 18일까지 목표액 완납 그리고 교회1층 확장 예산액 7만 달러 확보를 위한 미국 선교회와의 교섭이었다. 모집운동은 기대 이상으로 성공했다. 모집위원장 안정수가 2천 달러를 기부하였고, 60여 명의 교인이 정성을 다하여 모금액을 달성했다. 그러나 7만 달러의 확장 계획은 이루어지지 않았다.
1926년 3월 1일 오후 1시에 뉴욕한인교회에서 뉴욕 대한인 교민단과 대한인국민회 뉴욕 지방회가 연합하여 삼일절을 경축하였는데 80~90명이 모여 대성황을 이루었다. 이 자리에서 이용직은 기도순서를 맡았다.
1927년 10월 가옥기본금 모집위원회가 조직된 1년 만에 21가에서 웨스트 115가 633번지로 예배당을 옮겼다. 인천의 내리 교회의 조시 존슨 ‘조원시’ 선교사 부인의 도움이 컸다. 이 두 건물은 4층 건물이었다는 점에서 흡사하지만 새로 옮긴 곳이 위치상 콜롬비아 대학교의 정문에서 지척 간이었다.

### 호놀룰루 한인기독교회 목사 시절 (1929~1931)
1929년 12월 이용직은 하와이 호놀룰루 한인기독교회 목사로 청빙을 받았고, 그달 22일에 첫 주일설교를 하였다.
1930년 4월 이용직의 부인 김애희가 평양에서 왔다. 김애희는 1920년 북경 여자의과대학을 공부한 의사였다. 필라델피아, 뉴욕, 시카고에서 2년간 공부한 후 1928년에 평양으로 돌아가 의원 개업을 한 듯하고 평양의 장로교회에서 반주자로 활동하였다.
김애희가 하와이로 온 뒤 그달의 평신도회는 교회 건축 빚 갚기에 앞장섰다. 교회부지나 목사실 기지 중 하나를 팔고 집세 17달러에 못 미치는 5달러를 내는 사람을 내보내기로 하였는데 교회부지 일부와 예배당 건물을 팔아 빚을 갚고, 예배는 신흥국어학교에서 드렸다. 계속되는 교회의 경제적 난관을 극복하기 위하여 교인의 동의를 얻어 이용직이 성공회 감독 리텔 신부를 만나 한인기독교회가 성공회 교단에 속하는 방안을 타진하였는데 이 타진이 그가 외국인에게 예배당을 팔아먹으려 했다는 비방으로 와전됐다. 이런 가운데 1931년 5월의 평신도회는 이용직을 해임했다. 독립된 교회 원리와 이승만의 역할 등에 관하여 이용직의 제동이 근본적 원인이라고도 한다. 그의 목회는 1년 6개월간이다.

### 한인기독교회 분립 이후 (1931~1934)
1931년 7월 5일 이용직은 교민총단관 회의실에서 그를 지지하는 156명과 함께 교회를 개척했다. 그런데 교회 이름은 이전의 교회와 같아서 마침내 두 한인기독교회가 있게 되었다. 창가대와 주일학교도 시작했는데 주일학교 학감은 한길수였다.
1931년 8월 29일 저녁 7시 30분 밀러 길에 있던 교민총단관에서 하와이 교민단 주최로 국치기념식이 열렸다. 50여 명이 모인 가운데 주석 단장 손덕인의 사회 하에 변홍규 목사가 기도하고 홍한식 목사와 서진수 목사와 박종수 목사 그리고 마주흥 목사가 연설을 담당하였으며, 미감리교회 부인 성가대가 창가한 후 이용직이 축사를 담당했다.
1931년 8월 30일 오후 왯기기 공원에서 이용직의 한인기독교회와 호황 미감리교회가 연합 소창회를 가졌으며 약 300명이 모였다. 한길수의 사회로 이용직 목사가 기도하고, 미감리교회 목사 변홍규가 간단한 설교를 하였고, 최근에 미주에 다녀온 강영각이 청년운동을 주제로 연설했다.
강영각이 미주 대륙을 다녀온 후 하와이에서 청년운동을 대대적으로 펼쳤다. 1931년 9월 7일 김유택의 집에 10여 명이 모여 임시 임원을 선택했다. 이용직 목사가 회장이 되었다. 그 외 임원으로는 서기 강영각, 재무 한길수, 사교위원 김유택, 이사원에 이싸라잉, 김이벌잉, 이동빈, 조광원, 홍한식, 이한식, 박종수 그리고 정의조 등이었다. 9월 19일 저녁에 누아누 청년회관에 150여 명이 모였을 때 100달러를 모금하였고 1년 경비로 3백 달러를 책정했다. 회원 자격은 15세 이상 30세 이하로 하고 그 이상은 찬성회원으로 하였으며, 조국정신고취, 친목으로 청년 단합 경영, 사회적 수양을 실현하여 재미한족의 장래준비 등을 목적했다.
1932년 2월 26일 저녁 7시 30분에 300여 명이 모인 가운데 호놀룰루 한인감리교회 예배당에서 소년동맹단 주최로 한인기독교회, 와일누아감리교회, 와히아와감리교회 그리고 호항감리교회 등 네 교회의 찬양대가 참가하여 찬양 경연대회가 있었다. 이날 이용직 목사가 목회하는 한인기독교회 성가대가 1등을 했다. 2등에는 이동빈의 와일누아감리교회 찬양대였다.
1932년 3월 1일 오전 9시 호황 밀러 회관에서 교민단 주최로 제13주년 삼일절 기념식이 열렸을 때 이용직은 박종수와 함께 연설했다. 그날 오후 7시에는 동지회 주최로 선교기념관에서 수백 명이 모여 삼일절 기념식이 있었다. 또한 이날 이용직은 평양에 계신 어머니가 세상을 떠났다는 부음을 받고 매우 슬퍼하였다고 한다.
1933년 4월 한길수와 함께 한인혁명당이라는 사설 조직을 만들어 리한(W. K. Lyhan)이란 코드명으로 비밀정보요원으로 자칭하며 활동하였다.
1933년 6월 23일에 이용직의 아내 김애희가 병원을 개업할 목적으로 한국으로 귀국하였다.
1933년 9월 16일에 강영각 부부의 결혼 1년 기념식에 30명의 남녀 친구가 모였는데 이용직도 참석했으나 혼자였다. 이날 참석한 자로는 박동환 목사, 안창호 목사도 있었다.
대한인국민회 하와이지방총회 총 임원이 총사직하였을 때인 1934년 5월 27일의 정오에 와이키키 공원에서 야유대회를 열고 사회발전책 연구를 목적으로 하와이 한인사회를 다시 진흥시키도록 토의하였는데 이용직은 14인의 발기인 중 한 사람으로 추대되었다.
1934년 9월 15일 이용직은 대한민국 임시 의정원에 의해 주하와이외무행서(駐布哇外務行署) 외무위원으로 선임되었다.

### 귀국 후 투옥 및 납북 (1934~1945)
이용직은 1934년에 평양으로 돌아갔다. 그는 평양에서 안경원을 열고 해방되던 1945년까지 이 사업에 종사했다. 그는 이 기간 일제에 의해 4차례나 투옥 당했다.
1945년 6.25 전쟁이 일어난 다음 달인 7월 12일 서울에서 북한군에게 납북 당한 뒤 소식이 끊겼다.

## 참고 자료
- 미주크리스천신문 - 93. 이용직(1894-?)
- 월간조선 - 同志會 美洲-하와이代表會와 하와이 同胞社會의 분열